# Copa Schalke 04
La Copa Schalke 04 es un trofeo futbolístico que se disputa anualmente en dos días y que es organizado por el Schalke 04 en su estadio, Veltins-Arena en Gelsenkirchen, Alemania.
La inauguración del torneo fue el 2 de agosto del año 2014, en cuya edición participaron el Málaga, el Newcastle United y el West Ham United. Cada equipo juega dos partidos en vez de tres por lo que no se enfrentan todos contra todos.
Este torneo está bajo un sistema de puntos especiales, con tres puntos adjudicados al ganador de un partido, y si un encuentro finaliza en empate, se irá directamente a la tanda de penaltis y el ganador obtendrá dos puntos. El equipo que acumule mayor cantidad de puntos en los dos encuentros que dispute se proclamará campeón del torneo.

## Edición 2014
Día 1
| 2 de agosto de 2014, 09:30 | Málaga                                     | 3:1 (3:0) | Newcastle United    | Veltins-Arena, Gelsenkirchen |  |
|                            | Sergi Darder 25' · Samu Castillejo 32' 43' | Reporte   | Gabriel Obertan 60' |                              |  |

| 2 de agosto de 2014, 11:45 | Schalke 04 | 0:0 (0:0) (6:7 p.)         | West Ham United | Veltins-Arena, Gelsenkirchen |  |
|                            | | Reporte                    | |                              |  |
|                            | | Tiros desde el punto penal | |                              |  |
|                            | Roman Neustädter · Max Meyer · Kyriakos Papadopoulos · Felipe Santana · Dennis Aogo · Pascal Itter · Marcel Sobottka · Axel Borgmann |                            | Kevin Nolan · James Collins · Ricardo Vaz Té · Elliot Lee · Diego Poyet · Joey O'Brien · Daniel Potts · Sebastián Lletget · |                              |  |

Día 2
| 3 de agosto de 2014, 09:30 | Málaga                                     | 2:0 (2:0) | West Ham United | Veltins-Arena, Gelsenkirchen |  |
|                            | Ezequiel Rescaldani 22' · Luis Alberto 24' | Reporte   |                 |                              |  |

| 3 de agosto de 2014, 11:45 | Schalke 04          | 1:3 (0:1) | Newcastle United                                             | Veltins-Arena, Gelsenkirchen |  |
|                            | Donis Avdijaj 90+1' | Reporte   | Emmanuel Rivière 18' · Rolando Aarons 54' · Rémy Cabella 72' |                              |  |

Tabla de posiciones
| Puesto | Equipo           | Puntos | PJ | PG | PE | PP | GF | GC | GAv |
| ------ | ---------------- | ------ | -- | -- | -- | -- | -- | -- | --- |
| 1.º    | Málaga           | 6      | 2  | 2  | 0  | 0  | 5  | 1  | +4  |
| 2.º    | Newcastle United | 3      | 2  | 1  | 0  | 1  | 4  | 4  | 0   |
| 3.º    | West Ham United  | 2      | 2  | 0  | 1  | 1  | 0  | 2  | -2  |
| 4.º    | Schalke 04       | 1      | 2  | 0  | 1  | 1  | 1  | 3  | -6  |

Goleadores
| Puesto | Nombre              | Equipo           | Goles |
| ------ | ------------------- | ---------------- | ----- |
| 1.º    | Samu Castillejo     | Málaga           | 2     |
| 2.º    | Sergi Darder        | Málaga           | 1     |
| 2.º    | Ezequiel Rescaldani | Málaga           | 1     |
| 2.º    | Luis Alberto        | Málaga           | 1     |
| 2.º    | Donis Avdijaj       | Schalke 04       | 1     |
| 2.º    | Gabriel Obertan     | Newcastle United | 1     |
| 2.º    | Emmanuel Rivière    | Newcastle United | 1     |
| 2.º    | Rolando Aarons      | Newcastle United | 1     |
| 2.º    | Rémy Cabella        | Newcastle United | 1     |

## Palmarés
| Año  | Campeón         | Subcampeón                | 3.º Puesto               | 4.º Puesto          |
| ---- | --------------- | ------------------------- | ------------------------ | ------------------- |
| 2014 | Málaga (6 ptos) | Newcastle United (3 ptos) | West Ham United (2 ptos) | Schalke 04 (1 ptos) |